# Roger Hoppenot
Roger Hoppenot, né le 10 septembre 1898 à Paris et mort le 29 mai 1980 à Paris, est un haut fonctionnaire français.

## Biographie
Cousin de Henri Hoppenot, il est licencié en droit.
Inspecteur des finances, puis inspecteur général des finances de 1922 à 1969, il est successivement chef de cabinet des ministres Guy La Chambre et Léon Baréty en 1930.
En 1934, il est détaché en qualité de directeur des Finances à Tunis.
Entre 1938 et 1939, il dirige la première mission française d'achat d'avions américains et est chargé de mener les négociations avec la compagnie Curtiss. Il se charge plus particulièrement de la partie financière de l'opération.
À la Libération, il est nommé directeur général de l'Office des Changes, qu'il dirige de 1945 à 1948. Il est administrateur et directeur international de la Banque internationale pour la reconstruction et le développement (BIRD) à Washington de 1948 à 1956.
Il était président-directeur général des filatures Schappe.
Il épouse Elisabeth de Gabriac, petite-fille de l'ambassadeur Joseph de Cadoine de Gabriac.

## Distinctions
- Officier de la Légion d'Honneur
- Croix de guerre 1914-1918

## Sources
- Augustin Hamon, Les maîtres de la France, Volume 2, 1936
- Gérard Bossuat, La France, l'aide américaine et la construction européenne, 1944-1954, Volume 2, 1992
- Henry Coston, Les technocrates et la synarchie, 1979
- Jacques Georges-Picot, Souvenirs d'une longue carrière: de la rue de Rivoli à la Compagnie de Suez, 1920-1971, 1993
- Michel Margairaz, Dictionnaire historique des inspecteurs des Finances 1801-2009, 2014